# Carlo Cozio
Carlo Cozio est un comte et joueur d'échecs italien né vers 1715 à Casale Monferrato et mort vers 1780. Le nom de Cozio a été donné à une ouverture du jeu d'échecs, variante de la partie espagnole : la défense Cozio (1. e4 e5 2. Cf3 Cc6 3. Fb5 Cge7).

## Biographie
Son fils, Ignazio Alessandro Cozio (1755-1840), lui succéda avec le titre de comte de Montiglio et Salabue en 1780 comme Carlo Cozio avait succédé à son père en 1725. 

## Traité sur les échecs
Carlo Cozio écrivit un traité en deux volumes sur les échecs de plus de 700 pages, (it) Il giuoco degli scacchi o sia Nuova idea di attacchi, difese e partiti del Giuoco degli Scacchi, 1766 paru à Turin. Lothar Schmid possède un manuscrit daté de 1740 qui pourrait avoir été la base d'une première édition détruite.